# آکچی میتسویاسو
آکچی میتسویاسو (به ژاپنی: 明智光安); ۱ ژانویهٔ ۱۵۰۲ – ۲۸ دسامبر ۱۵۸۲) یک سامورایی در دوره سنگوکو بود. وی به سایتو دوسان دایمیوی ولایت مینو خدمت می‌کرد. وی برادر آکچی میتسوتسونا پدر آکچی میتسوهیده بود.